# کاهو (درگز)
 کعو ، روستایی است از توابع بخش مرکزی شهرستان درگز و در استان خراسان رضوی ایران.

قلعه و برج سرهنگ، این قلعه از لحاظ موقعیت جغرافیایی بر روی تپه‌ای واقع در محله بالا باغ کاهو قرار دارد. دامنه این تپه دارای درختانی کهنسال و زیبا می‌باشد. این قلعه در حدود صد سال قدمت دارد و متعلق به وارثان مرحوم سرهنگ شفیعی می‌باشد.

## جمعیت
این روستا در دهستان تکاب قرار داشته و بر اساس سرشماری سال ۱۳۸۵ جمعیت آن (۱۸۶خانوار) ۶۳۹نفر 
بوده‌است.

## منبع
1. ↑  پایگاه منطقه تفریحی- گردشگری کاهو
2. ↑  «نتایج سرشماری ایران در سال ۱۳۸۵». درگاه ملی آمار. بایگانی‌شده از روی نسخه اصلی در ۲۱ آبان ۱۳۹۲.